# Liběšice, Litoměřice
Liběšice là một làng thuộc huyện Litoměřice, vùng Ústecký, Cộng hòa Séc.